# Fedrizziidae
Famille
Les Fedrizziidae Trägårdh, 1937 sont une famille d'acariens Antennophorina, elle contient trois genres et une vingtaine d'espèces décrites.

## Classification
- Fedrizzia Canestrini, 1884 (synonyme Toxopeusia Oudemans, 1927) 8e
- Neofedrizzia Womersley, 1959 12e
- Parafedrizzia Womersley, 1959 1e